# Дентон (Монтана)
Дентон (енгл. Denton) град је у америчкој савезној држави Монтана.

## Демографија
По попису из 2010. године број становника је 255, што је 46 (-15,3%) становника мање него 2000. године.
| Група             | 2000.       | 2010.       |
| Белци             | 296 (98,3%) | 248 (97,3%) |
| Афроамериканци    | 0 (0,0%)    | 0 (0,0%)    |
| Азијати           | 0 (0,0%)    | 0 (0,0%)    |
| Хиспаноамериканци | 3 (1,0%)    | 5 (2,0%)    |
| Укупно            | 301         | 255         |